# 藤和地建
藤和地建（とうわちけん）は、福島県いわき市小名浜に本社を置く日本の不動産会社である。
いわき市の売土地、建売・戸建などの不動産、小名浜・鹿島・泉地区を中心とした賃貸住宅・マンション・アパート等の物件を扱っている。

## 概要
- 所在：福島県いわき市小名浜中町境8−16
- 設立：1987年4月1日